# Benz (Wasgau)
Der Benz ist ein 369,9 Meter hoher Berg im Pfälzerwald.

## Geographie

### Lage
Er liegt innerhalb des Südens der Gemarkung der Ortsgemeinde Hauenstein. Er ist Teil eines Bergrückens, zu dem zusätzlich der sich südlich anschließende Hohe Kopf gehört. Östlich erstreckt sich der Weimersberg. Entlang seines Westflanke verläuft die Queich, die in diesem Bereich den Paddelweiher durchfließt und sich innerhalb des Stephanstals befindet. Entlang seiner Ostflanke fließt deren rechter Zufluss Gillenbach. Unmittelbar nördlich beginnt bereits das Siedlungsgebiet von Hauenstein. An seinem Nordostfuß befinden sich der Altwiesenpark und das Wasgaubad.

### Naturräumliche Zuordnung
1. Großregion 1. Ordnung: Schichtstufenland beiderseits des Oberrheingrabens
2. Großregion 2. Ordnung: Pfälzisch-saarländisches Schichtstufenland
3. Großregion 3. Ordnung: Pfälzerwald
4. Region 4. Ordnung (Haupteinheit): Wasgau
5. Region 5. Ordnung: Dahner Felsenland

## Natur
An seinem Nordausläufer befindet sich die als Naturdenkmal eingestufte Felsformation Burghalder, die zugleich den Rest einer abgegangenen Höhenburg darstellt. Ein weiteres Naturdenkmal existiert an der Westflanke in Form des Hauensteiner Turms.

## Tourismus
Entlang seines Ostfußes verlaufen die siebte Etappe des Prädikatswanderwegs Pfälzer Waldpfad und ein Wanderweg, der mit einem blau-gelben Balken markiert ist und unter anderem die Verbindung mit Lauterecken und Sankt Germanshof schafft.